# Dobrowody (rejon czortkowski)
Dobrowody (ukr. Доброводи) – wieś na Ukrainie w obwodzie tarnopolskim, w rejonie czortkowskim. 
Do 2020 w rejonie monasterzyskim.
W II Rzeczypospolitej wieś w powiecie podhajeckim województwa tarnopolskiego.
W latach 1944–1945 nacjonaliści ukraińscy z OUN-UPA zamordowali tutaj 42 Polaków. Spośród tych ofiar 22 osoby zamordował 7 kwietnia 1944 r. (Wielki Piątek) oddział z ukraińskiej SS Galizien, który spalił też 200 zagród z inwentarzem. 
W czasie okupacji niemieckiej mieszkająca we wsi rodzina Pasławskich udzieliła pomocy Żydom: Reginie Zuhler, p. Szumanowi, Minie Esterze Salzman z d. Halperin, Binie Salzman,  p. Salzmanowi. W 1976 roku Instytut Jad Waszem podjął decyzję o przyznaniu Franciszkowi Pasławskiemu tytułu Sprawiedliwy wśród Narodów Świata.